# Ajuntament de Caseres
L'Ajuntament de Caseres és una casa consistorial de Caseres (Terra Alta) inclosa a l'Inventari del Patrimoni Arquitectònic de Catalunya.

## Descripció
Edifici de tres plantes que té façana a tres carrers, dos molt petites i la principal al carrer de l'església. Totes elles combinen finestres i balcons ordenadament i són totalment planes, tan sols unes línies pintades emmarquen les finestres i senyalen les línies de forjats. Coberta de teula i petit ràfec de totxos. Hi ha un tros d'edifici un pèl més baix, on hi trobem un rellotge encastat dins la paret i per sobre un petit campanar de ferro forjat. Les finestres de planta baixa i balcons de la primera són de forja de ferro treballat.

## Història
Obra molt recent, però amb tota seguretat està aixecada sobre alguna de les primeres cases de la vila, ja que es veïna de la que és tinguda per la més vella (avui arrebossada i molt refeta) segons tradició popular, situada junt al perxe, en ple cor del casc vell.